# 힐마 아프 클린트
힐마 아프 클린트(스웨덴어: Hilma af Klint, 1862년 10월 26일 ~ 1944년 10월 21일)는 서양 미술사에서 최초의 추상 미술로 여겨지는 작품을 그린 스웨덴의 예술가이자 신비주의자이다. 그의 작품 상당수는 칸딘스키, 말레비치, 몬드리안이 그린 최초의 순수 추상화 작품보다 시기적으로 앞선다. 클린트는 신지학에서 영감을 받은 여성들의 모임인 "다섯"이라는 그룹에 속했으며, 이들은 주로 강신회를 통해 소위 "고위 마스터"와 접촉하는 것의 중요성을 믿었다. 때때로 도표와 유사한 모양을 띠는 그의 그림들은 복잡한 영적 사상을 시각적으로 표현한 것이다.

## 초기 생애

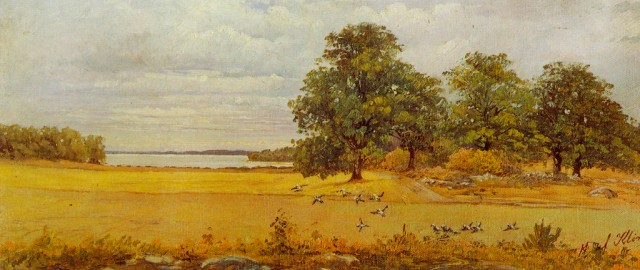
《늦여름》(Late Summer)은 아프 클린트가 1903년에 그린 초기 자연주의 작품으로, 그가 생전에 대중에게 전시한 작품들의 예시이다.

힐마 아프 클린트는 마틸다 아프 클린트(혼전 성 손탁)와 스웨덴 해군 사령관인 빅토르 아프 클린트 대위의 네 번째 자녀였으며, 멜라렌호의 아델쇠섬에 있는 가족의 장원 "한모라"에서 여름을 보냈다. 목가적인 환경에서 그는 인생 초기에 자연과 접촉하게 되었고, 자연 형태와의 깊은 연관성은 그의 작품에서 영감의 원천이 되었다. 훗날 힐마 아프 클린트는 아델쇠 옆의 섬인 문쇠에서 평생을 살았다.
힐마 아프 클린트는 가족으로부터 수학과 식물학에 대한 큰 관심을 물려받았다. 그는 시각 예술에서 조기에 재능을 보였으며, 가족이 스톡홀름으로 이주한 후 스톡홀름의 테크니스카 스콜란(현재의 콘스트팍)에서 공부하며 초상화와 풍경화를 배웠다.
스무 살에는 왕립 미술 아카데미에 입학했다. 1882년부터 1887년까지 주로 소묘, 초상화, 식물 그림, 풍경화를 공부했다. 그는 우등으로 학교를 졸업했고 스톡홀름 시내 함가탄과 쿵스트레드고르덴 사이에 있는 미술 아카데미 소유의 소위 "아틀리에 빌딩"(아텔예뷔그나덴)에서 작업실을 장학금 형태로 배정받았다. 이곳은 당시 스웨덴 수도의 주요 문화 중심지였다. 같은 건물에는 블랑슈 카페와 블랑슈 아트 갤러리도 있었는데, 이곳에서는 미술 아카데미의 전통적인 예술관과 프랑스의 야외 사생 화가들에게서 영감을 받은 예술가 협회(콘스트네르스푀르분데트)의 반대 운동 사이에 갈등이 존재했다. 힐마 아프 클린트는 스톡홀름에서 작업을 시작하여 풍경화, 식물 그림, 초상화로 인정받았다.
그의 전통적인 그림은 수입원이 되었지만, 그의 '일생의 작업'은 완전히 별개의 실천이었다.

## 영적이고 철학적인 사상들

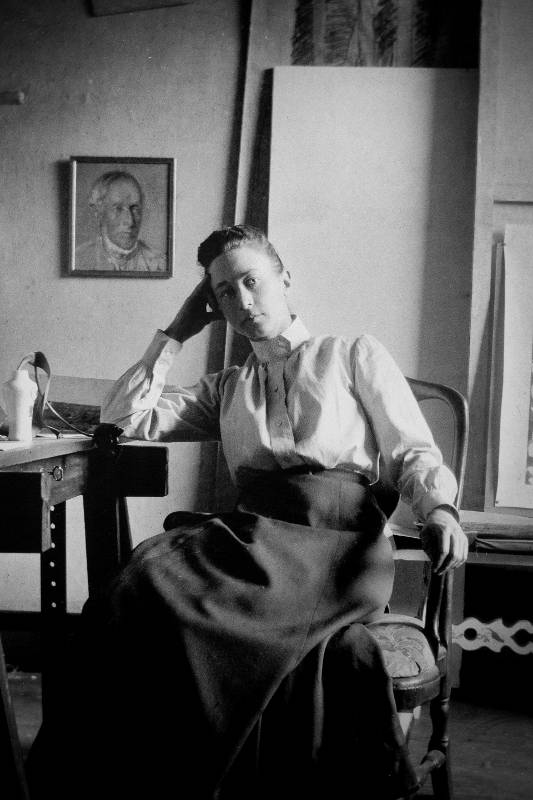
작업실의 아프 클린트, 1895년경

1880년 여동생 헤르미나가 죽었고, 바로 이때 그의 삶의 영적 차원이 발달하기 시작했다. 아프 클린트의 추상화와 상징주의에 대한 관심은 19세기 말과 20세기 초에 매우 유행했던 심령술에의 참여에서 비롯되었다. 그의 영적 탐구 실험은 1879년에 시작되었다. 그는 마담 블라바츠키의 신지학과 크리스티안 로젠크로이츠의 철학에 관심을 갖게 되었다. 1908년 그는 스톡홀름을 방문한 인지학회의 창립자 루돌프 슈타이너를 만났다. 슈타이너는 예술에 관한 자신의 이론을 그에게 소개했으며, 훗날 그의 그림에 어느 정도 영향을 주었다. 몇 년 후인 1920년 인지학회의 본부인 스위스 도르나흐의 괴테아눔에서 슈타이너를 다시 만났다. 1921년부터 1930년까지 그는 괴테아눔에서 장기간을 보냈다.
아프 클린트의 작업은 20세기 초 예술적, 영적, 정치적, 과학적 체계에서 새로운 형태를 찾는 모더니스트적 탐구의 더 넓은 맥락에서 이해될 수 있다. 같은 시기 다른 예술가들, 즉 바실리 칸딘스키, 피트 몬드리안, 카지미르 말레비치, 피두스, 그리고 프랑스의 나비파에서도 영성에 대한 유사한 관심이 있었으며, 이들 중 많은 이들이 아프 클린트처럼 신지학 운동에서 영감을 받았다.
힐마 아프 클린트의 작품들은 주로 영적이며, 그의 예술적 작업은 이것의 결과이다.
그는 추상 작업과 그 안에 담긴 의미가 너무나 획기적이어서 세상이 아직 볼 준비가 되어 있지 않다고 느꼈으며, 그 작업이 자신의 죽음 후 20년 동안 공개되지 않기를 바랐다.

## 작품

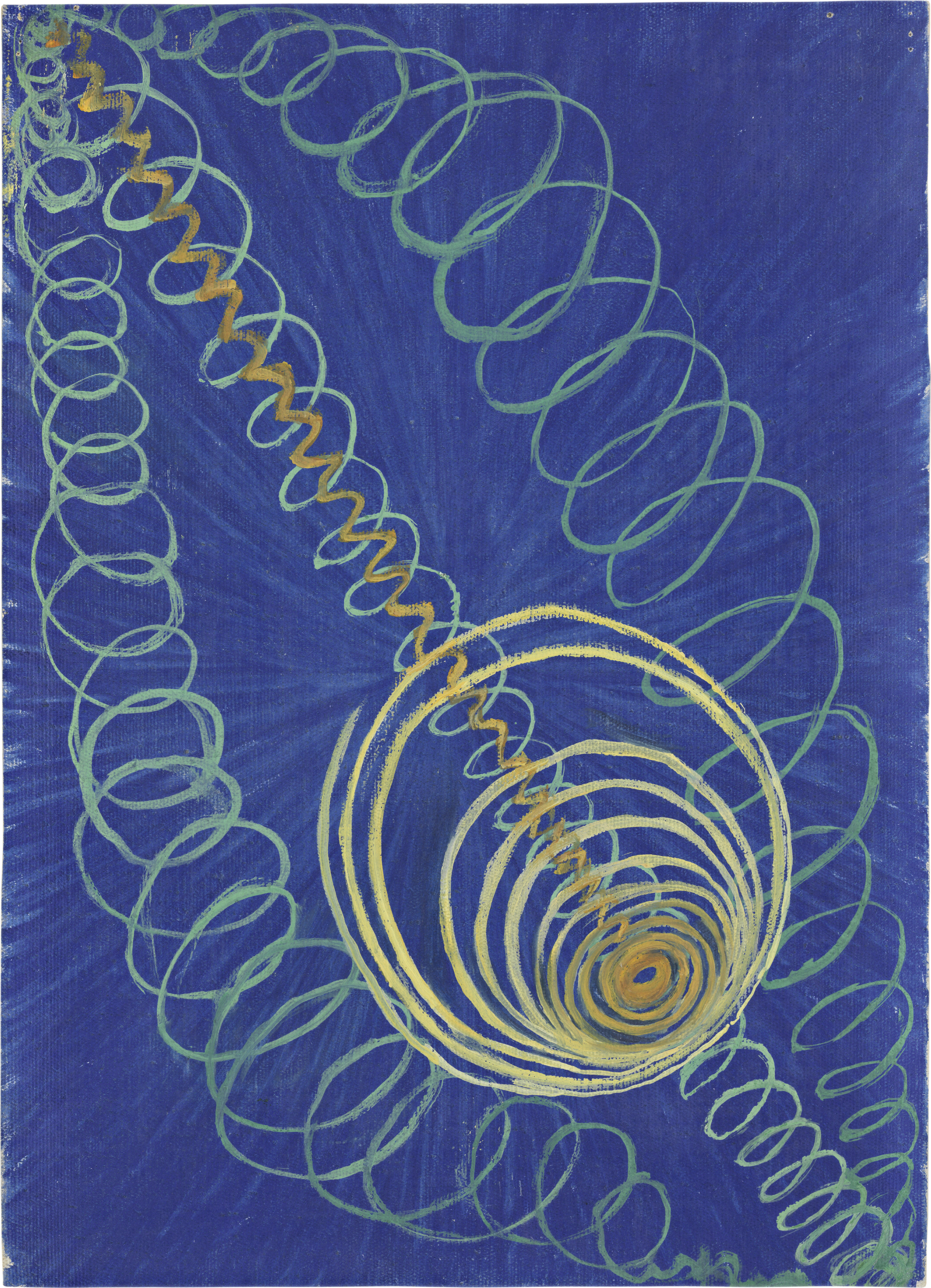
《원시 혼돈, 16번》, 1906–07년

미술 아카데미에서 그는 안나 카셀을 만났는데, 후에 "다섯"(De Fem)에서 함께 작업한 네 명의 여성 중 첫 번째였다. "다섯"은 그와 사상을 공유하는 예술가들의 그룹이었다. 다른 구성원들은 코르넬리아 세데르베리, 지그리드 헤드만, 마틸다 닐손이었다. "다섯"은 헬레나 블라바츠키의 신지학 가르침과 심령술의 결합을 받아들인 에델바이스 협회의 구성원들로서 연합을 시작했다. "다섯"의 모든 구성원들은 초자연적 현상에 관심이 있었고 정기적으로 심령술 강신회를 조직했다. 그들은 각 모임을 기도로 시작한 후, 명상, 기독교 설교, 신약성경 텍스트의 검토와 분석을 했다. 이후에 강신회가 이어졌다. 그들은 고위 마스터("Höga Mästare")라고 불리는 상급 영혼들로부터의 메시지 형태로 완전히 새로운 신비주의 사상 체계를 책에 기록했다. 그레고르라는 존재 중 하나는 "감각의 것도, 지성의 것도, 마음의 것도 아니지만 오로지 너의 존재의 가장 깊은 측면에 속하는 재산인 모든 지식... 너의 영혼의 지식"이라고 선언했다.
"다섯"과의 작업을 통해 힐마 아프 클린트는 이미 1896년부터 실험적인 자동 드로잉을 창작했으며, 내적 세계와 외적 세계 모두의 보이지 않는 힘들을 개념화할 수 있는 독창적인 기하학적 시각 언어로 나아갔다. 그는 세계 종교들, 원자, 식물 세계를 탐구했고 자신의 발견에 대해 광범위하게 기록했다. 아프 클린트는 예술가가 자신을 통로로 사용한다고 믿었던 영혼들인 고위 마스터들로부터 받고 있던 메시지를 표현하기 위해 은유를 창조했다. 그가 표현 형태에 더욱 익숙해지자, 힐마 아프 클린트는 고위 마스터들로부터 "신전"을 위한 그림들을 창작하라는 임무를 받았다. 그러나 그는 이 "신전"이 무엇을 의미하는지 결코 이해하지 못했다.

힐마 아프 클린트는 자신이 문자 그대로 자신의 손을 인도하는 힘에 의해 지시받고 있다고 느꼈다. 그는 자신의 노트에 다음과 같이 썼다.
그림들은 어떤 예비 드로잉도 없이, 큰 힘으로 나를 통해 직접 그려졌다. 그림들이 무엇을 묘사해야 하는지 전혀 알지 못했지만, 그럼에도 불구하고 나는 단 하나의 붓놀림도 바꾸지 않고 신속하고 확실하게 작업했다.
1906년, 44세에 아프 클린트는 자신의 첫 번째 추상화 연작을 그렸다.

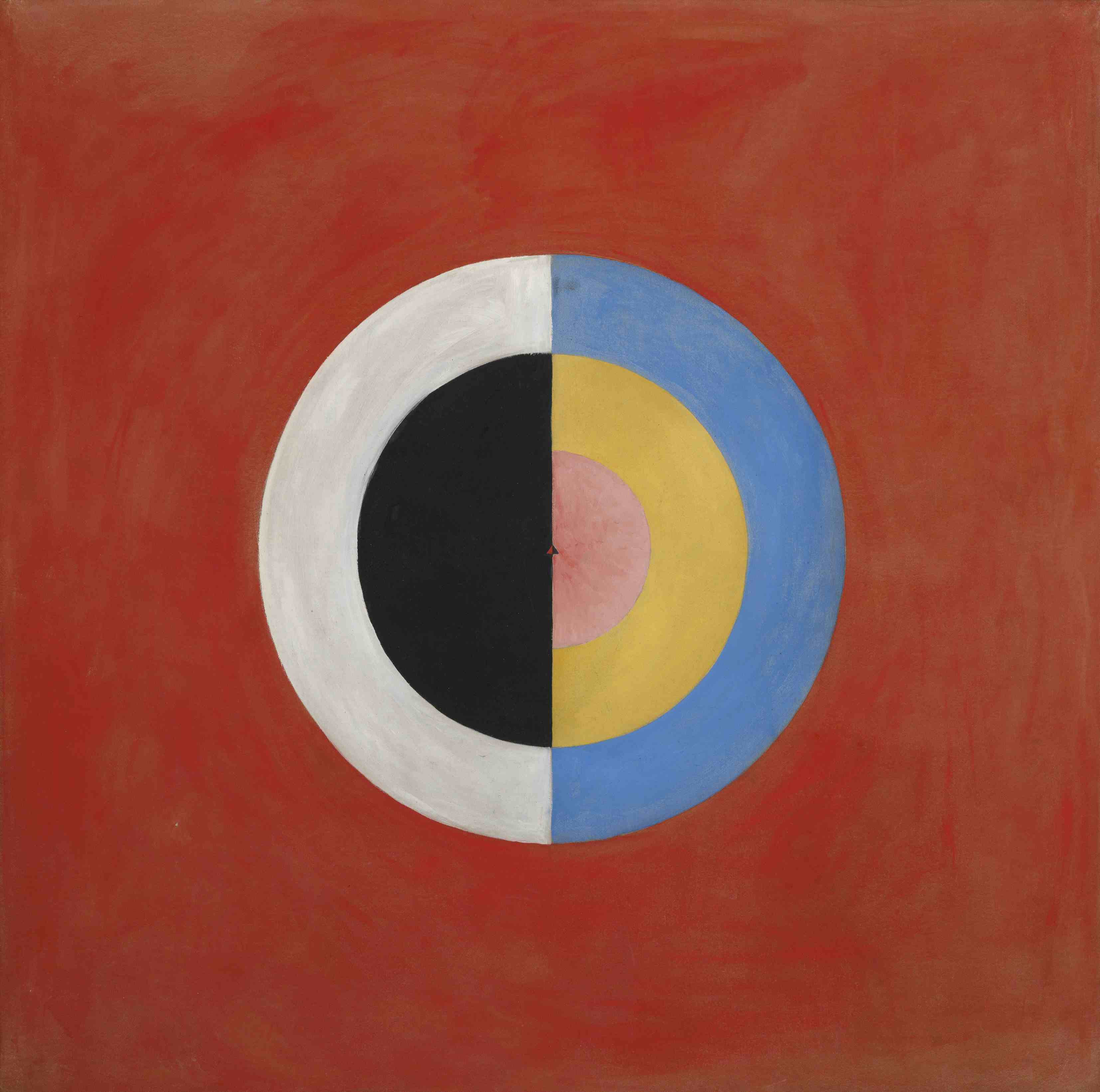
《백조》(Svanen), 17번, 9군, SUW 연작, 1914년 10월 – 1915년 3월, 아프 클린트 생전에 전시되지 않은 작품

신전을 위한 작품들은 1906년부터 1915년까지 창작되었으며, 1908년부터 1912년 사이의 중단을 두고 두 단계로 수행되었다. 미술 비평가 다니엘 비른바움은 안나 카셀이 아프 클린트의 신전 그림들에 기여했을 가능성이 있다고 주장한다. 아프 클린트가 새로운 형태의 시각적 표현을 발견하면서, 그는 새로운 예술적 언어를 발전시켰다. 그의 그림은 더욱 자율적이고 더욱 의도적이 되었다. 영성은 그의 남은 생애 동안 창조성의 주요한 원천이 계속되었다.
신전을 위한 컬렉션은 여러 하위 연작으로 분류된 196점의 그림이다. 1907년으로 연대가 기록된 주요 그림들은 극도로 크다. 각 그림은 대략 240 × 320cm를 측정한다. 《가장 큰 열 점》이라고 불리는 연작은 초기 아동기부터 노년까지 인생의 다양한 단계들을 묘사한다.
도표적 목적과는 완전히 별개로 그림들은 잠정적인 선과 성급히 포착된 이미지의 신선함과 현대적 미학을 가지고 있다. 분할된 원, 이등분되어 가볍게 칠해진 색깔들의 스펙트럼으로 나뉜 나선형이 그것이다. 힐마 아프 클린트의 예술 세계는 기호들, 글자들, 단어들로 가득 차 있다. 그림들은 종종 대칭적 이원성, 또는 상호성을 묘사한다. 위와 아래, 안과 밖, 세속적인 것과 밀교적인 것, 남성과 여성, 선과 악이 그것이다. 전체적인 색채 선택은 은유적이다. 파랑은 여성의 영혼을, 노랑은 남성의 영혼을, 분홍/빨강은 육체적/영적 사랑을 나타낸다. 《신전을 위한 그림들》의 두 연작의 이름인 《백조》와 《비둘기》 역시 상징적이며, 각각 초월과 사랑을 나타낸다. 다른 차원들로의 문으로 이해되는 그의 그림들은 원시 기하학과 인본주의적 모티프들을 환기시키면서 서사적, 밀교적, 예술적 차원에서의 해석을 요구한다.
힐마 아프 클린트가 신전을 위한 작품들을 완성했을 때, 영적 지도는 끝났다. 그러나 그는 이제 어떤 외부 영향으로부터도 독립되어 추상화를 계속 추구했다. 신전을 위한 그림들은 대부분 유화였지만, 이제 그는 수채화도 사용했다. 그의 후기 그림들은 크기가 상당히 더 작다. 그는 무엇보다도 역사의 다양한 단계에서 서로 다른 종교들의 관점들을 묘사한 연작과, 육체적 존재와 밀교적 차원에서의 그 등가물 사이의 이원성에 대한 표현들을 그렸다. 힐마 아프 클린트가 자신의 예술적이고 밀교적인 연구를 추구하면서, 1920년 이후 인지학회에 의해 발전된 예술 이론들로부터의 어떤 영감을 인지하는 것이 가능하다.
평생에 걸쳐 힐마 아프 클린트는 자신의 작업을 통해 접촉하게 된 신비들을 이해하려고 노력했다. 그는 자신의 사상들과 연구들을 담은 150여 권 이상의 노트를 작성했다.
1908년 아프 클린트는 루돌프 슈타이너를 처음 만났다. 남아있는 몇 안 되는 편지 중 하나에서, 그는 슈타이너에게 스톡홀름으로 자신을 방문하여 《신전을 위한 그림들》 연작의 완성된 부분, 총 111점의 그림을 보아달라고 요청했다. 슈타이너는 그림들을 보았지만 대부분 감명받지 않았으며, 그의 작업 방식이 신지학자에게는 부적절하다고 말했다. H.P. 블라바츠키에 따르면, 영매술은 결함이 있는 관행으로, 그 수행자들을 잘못된 신비주의와 흑마술의 길로 이끈다는 것이었다. 그러나 그들의 만남에서 슈타이너는 아프 클린트의 동시대인들이 그의 그림들을 받아들이고 이해할 수 없을 것이며, 해독하는 데 또 다른 50년이 걸릴 것이라고 말했다. 그에게 보여진 모든 그림들 중에서 슈타이너는 오직 《원시 혼돈》 군에만 특별한 관심을 보였으며, 그것들을 "상징적으로 가장 좋다"고 언급했다. 슈타이너를 만난 후 아프 클린트는 그의 반응에 충격을 받았고, 분명히 4년 동안 그림 그리기를 중단했다. 슈타이너는 아프 클린트의 작품들 중 일부의 사진을 보관했으며, 그 중 일부는 심지어 손으로 채색된 것이었다. 같은 해 후에 그는 아직 추상화에 이르지 않았던 바실리 칸딘스키를 만났다. 일부 미술사학자들은 칸딘스키가 그 사진들을 보았을 수 있으며 자신만의 추상적 길을 발전시키면서 아마도 그것들로부터 영향을 받았을 것이라고 추정한다. 훗날 아프 클린트는 자신의 모든 서신을 파기하기로 결정했다. 그는 1200점 이상의 그림과 125권의 일기를 자신의 조카 에리크 아프 클린트에게 남겼다. 1930년대에 제작된 그의 마지막 그림들 중에는 제2차 세계 대전의 사건들을 예언하는 두 점의 수채화가 있는데, 《폭격》과 《지중해의 전투》라는 제목이다.
힐마 아프 클린트가 생전에 자신의 추상 작품들을 결코 전시하지 않기로 선택했다는 일반적인 믿음에도 불구하고, 최근 몇 년 동안 율리아 포스와 같은 미술사학자들은 아프 클린트가 실제로 자신의 작품을 보여주려고 시도했다는 증거를 발견했다. 1920년경 스위스 도르나흐에서 아프 클린트는 인지학회의 회원이기도 했던 네덜란드의 율리트미 연주자 페기 클로퍼스-몰처를 만났다. 후에 작가는 암스테르담으로 여행했고, 그곳에서 그와 클로퍼스는 예술 및 건축 잡지 《벤딩엔》의 편집자들과 가능한 전시에 대해 논의했다. 암스테르담 회담은 성공적이지 않았지만, 아프 클린트의 추상 작품들의 전시가 몇 년 후인 1928년 런던에서 실제로 열렸다. 클로퍼스가 조직위원회의 회원이었던 런던 영적 과학 세계 회의에서였다. 원래 아프 클린트는 제외되었지만, 클로퍼스의 주장 후에 참가자 목록에 추가되었다.
1928년 7월, 그는 자신의 대형 그림들 중 일부와 함께 스톡홀름에서 런던으로 항해했다. (2018년에야 발견된) 안나 카셀에게 보낸 엽서에서 아프 클린트는 이 4일간의 여행에서 혼자가 아니었다고 썼다. 아프 클린트가 여행 동반자의 이름을 밝히지 않았음에도 불구하고, 율리아 포스는 그것이 "다섯" 시절의 오랜 친구인 토마지네 안데르손이었을 가능성이 높다고 제안한다. 포스는 또한 그 작품들이 《신전을 위한 그림들》 연작에서 나온 것일 가능성이 있다고 제안한다.
1944년, 힐마 아프 클린트는 교통사고 후 스웨덴 유르스홀름에서 81세의 나이로 사망했다. 그는 대부분 영적 회의와 모임에서 극소수의 경우에만 자신의 작품을 전시했다. 그는 스톡홀름의 갈라르바르브스키르코고르덴에 묻혀 있다.

## 특징적 양식
힐마 아프 클린트의 후기 추상 미술(1906–1920)은 기하학, 형상화, 과학적 연구, 종교적 관행의 결합으로 상징주의를 탐구했다. 조개껍데기와 꽃을 포함한 유기체 성장에 대한 그의 연구는 영적 렌즈를 통해 생명을 묘사하는 데 도움이 되었다.
그의 개인적이거나 특징적인 양식은 또한 19세기 말과 20세기 초 과학적 발견들로부터의 인상과, 신지학과 인지학 같은 동시대 영적 운동들로부터의 영향으로 특징지어졌다. 물리적 세계와 재현적 예술의 제약을 초월하려는 사상이 그의 추상화에서 볼 수 있다.
그의 상징적 시각 언어는 격자, 원, 나선, 꽃잎 같은 형태들에 대한 그의 이해를 반영하는 질서 있는 진행을 가지고 있다. 때로는 도표적이고, 때로는 생물형태적이다. 그의 그림들은 또한 세계의 이분법을 탐구했다.
나선 형태는 "다섯"의 자동 드로잉에서처럼 그의 예술에서 자주 나타난다. 이 경우 나선과 같은 모든 기하학적 형태는 성장, 진보, 진화를 시사하며, 색채 선택 역시 은유적 성격을 가진다.
원시 페미니스트 예술가 중 한 명으로서, 그의 양식은 예술에서 숭고함을 나타낸다.

## 사생활
힐마 아프 클린트는 결혼한 적이 없고, 오직 여성들과만 살았으며 그들과의 깊은 우정을 우선시했다. 그는 연애 관계에 대한 어떤 일기, 편지, 소문도 남기지 않았다. 이는 그가 퀴어이거나 특히 레즈비언이었으며, 그의 그림들과 양성성과 젠더플루이드에 대한 견해가 퀴어적 감수성을 보여준다는 현대적 이론들로 이어졌다. 아프 클린트가 죽음 후 20년 동안 자신의 작품을 비밀로 유지하기로 한 결정은 에밀리 디킨슨과의 비교를 불러일으켰다.

## 유산
유언장에서 힐마 아프 클린트는 자신의 모든 추상화를 스웨덴 왕립 해군의 중장인 조카 에리크 아프 클린트에게 남겼다. 그는 자신의 작품이 죽음 후 최소 20년 동안 비밀로 유지되어야 한다고 명시했다. 1960년대 말에 상자들이 열렸을 때, 무엇이 드러날지 아는 사람은 매우 적었다.
1970년 그의 그림들이 스톡홀름 모데르나 미술관에 기증품으로 제안되었지만, 기증은 거절되었다. 에리크 아프 클린트는 이후 1970년대에 수천 점의 드로잉과 그림을 작가의 이름을 딴 재단에 기증했다. 미술사학자 오케 판트의 노력으로 1984년 헬싱키에서 열린 북유럽 회의 발표를 통해 힐마 아프 클린트의 예술은 1980년대에 국제적 관객에게 소개되었다.
힐마 아프 클린트의 추상화 컬렉션은 1200점 이상을 포함한다. 스웨덴 스톡홀름의 힐마 아프 클린트 재단이 소유하고 관리한다. 2017년 노르웨이 건축 회사 스뇌헤타는 스톡홀름 남쪽 예르나에 아프 클린트 전용 전시 센터 계획을 발표했으며, 예상 건설 비용은 600만~750만 유로였다. 2018년 2월, 재단은 모데르나 미술관과 장기 협력 협정을 체결하여 힐마 아프 클린트 룸, 즉 작가의 십여 점 작품이 지속적으로 전시되는 미술관 내 전용 공간의 영속성을 확인했다.
힐마 아프 클린트의 작품은 2021년 퐁피두 센터의 《추상화 속의 여성들》 전시에 포함되었다.

## 갤러리

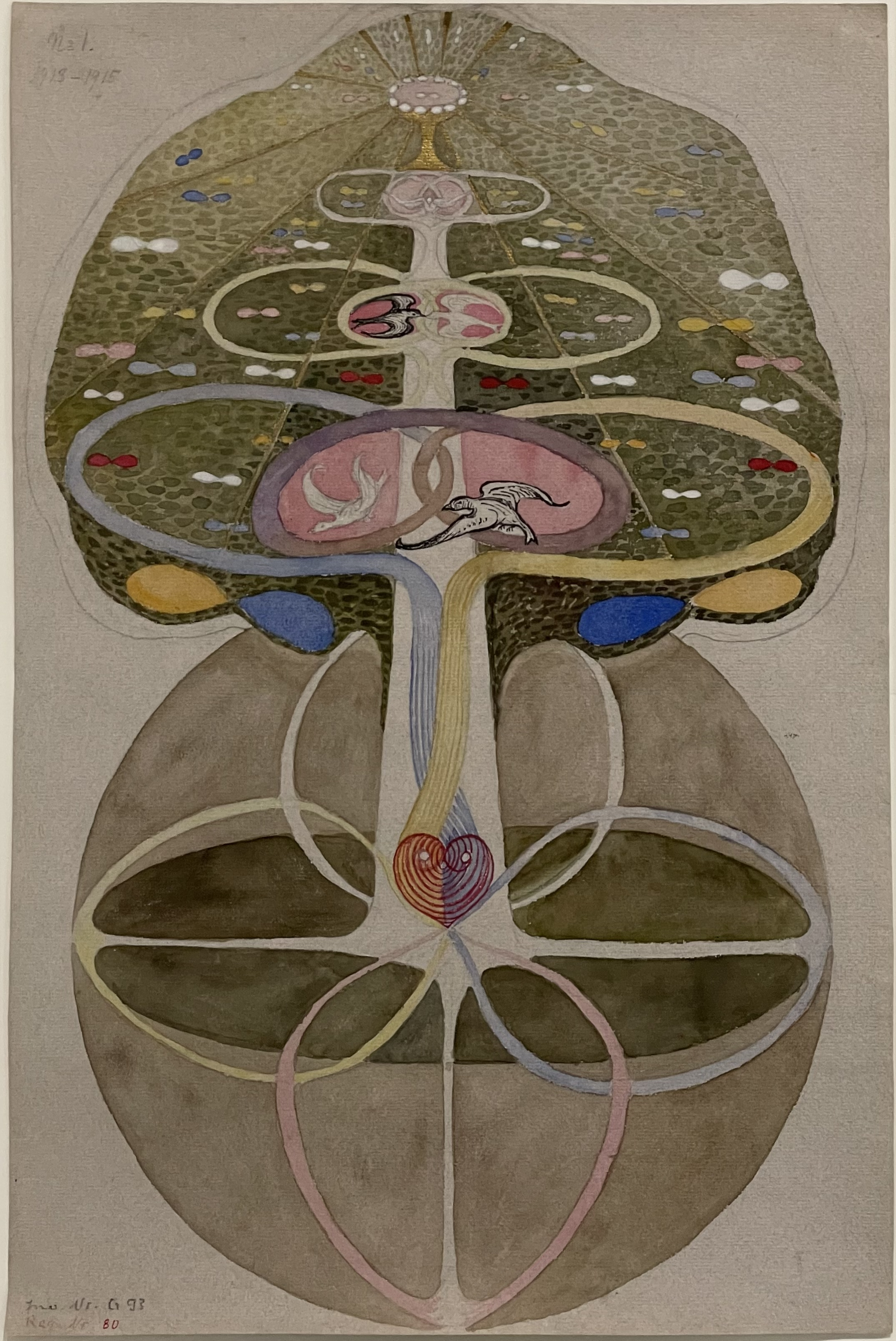
《지식의 나무, 1번》, 1913–1915
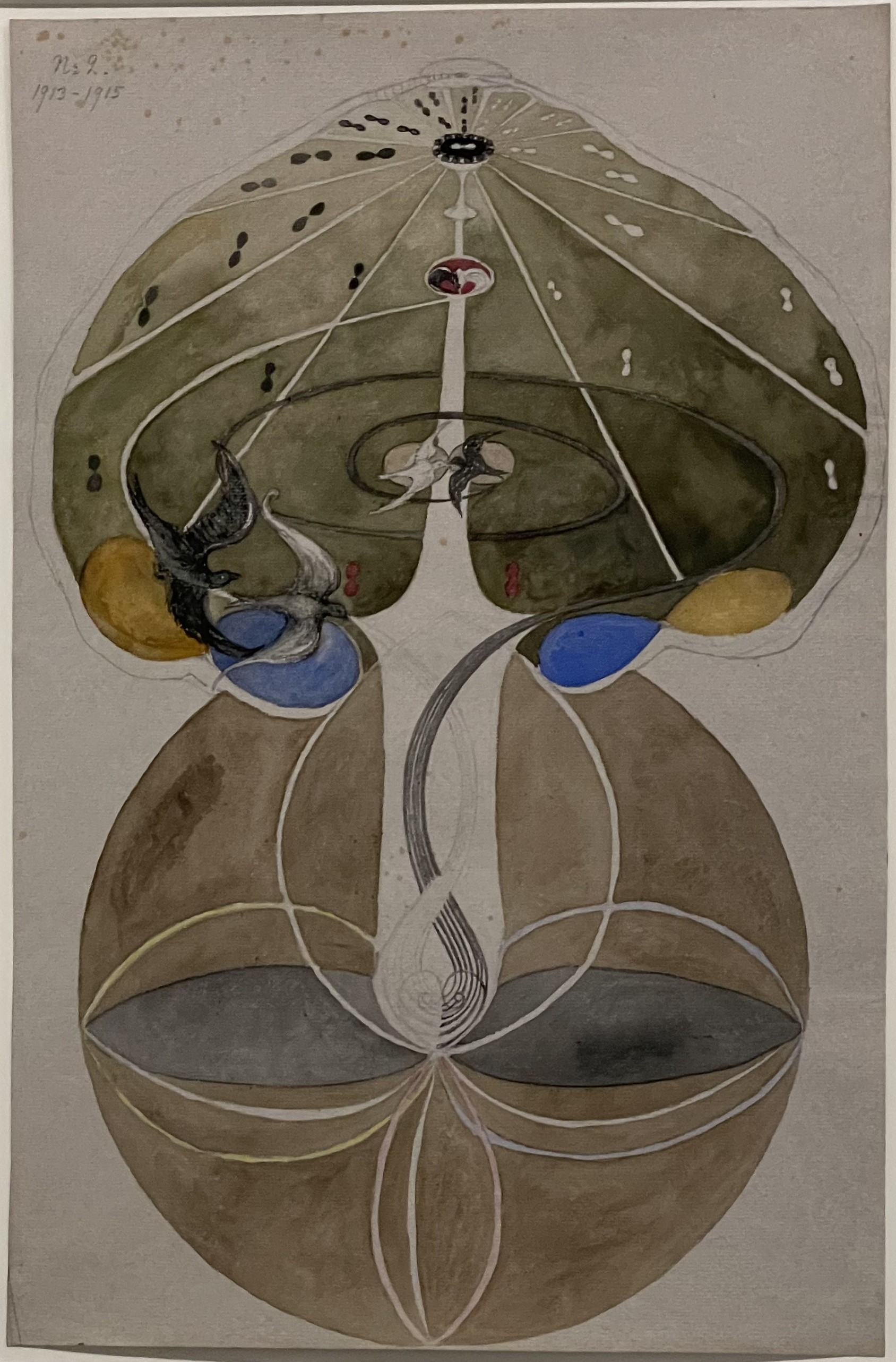
《지식의 나무, 2번》, 1913–1915
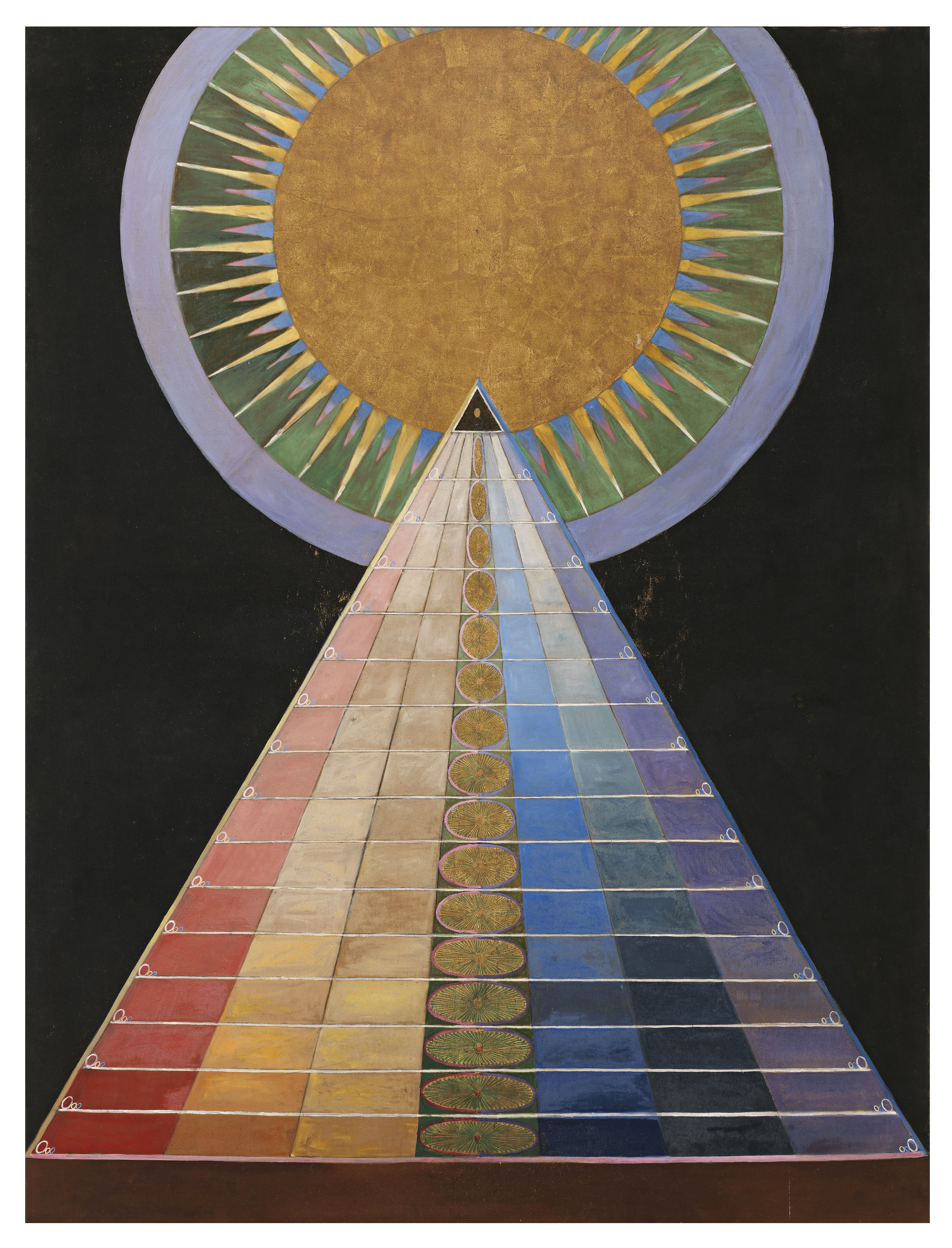
《X군, 1번, 제단화》, 1915
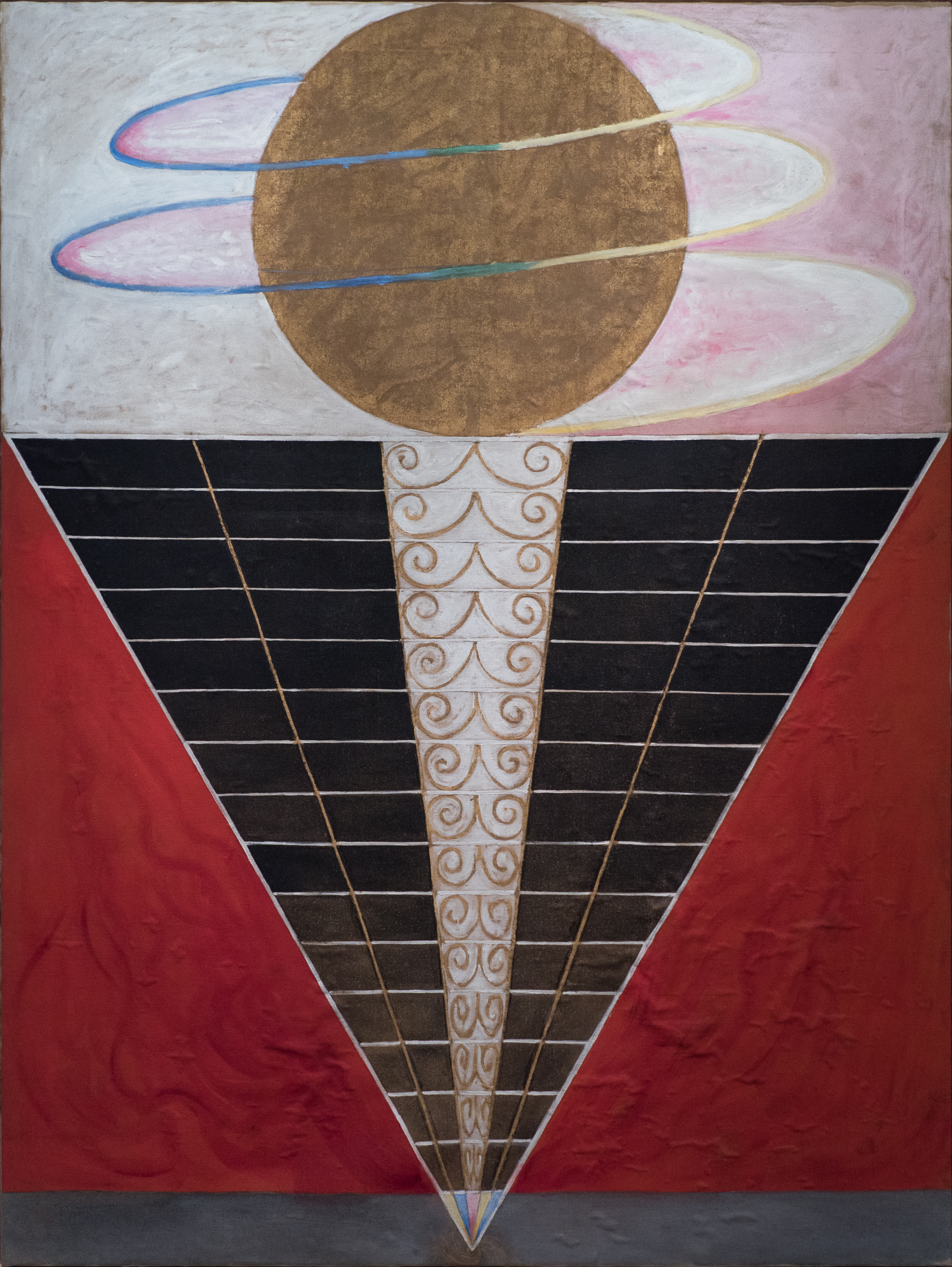
《X군, 2번, 제단화》, 1915
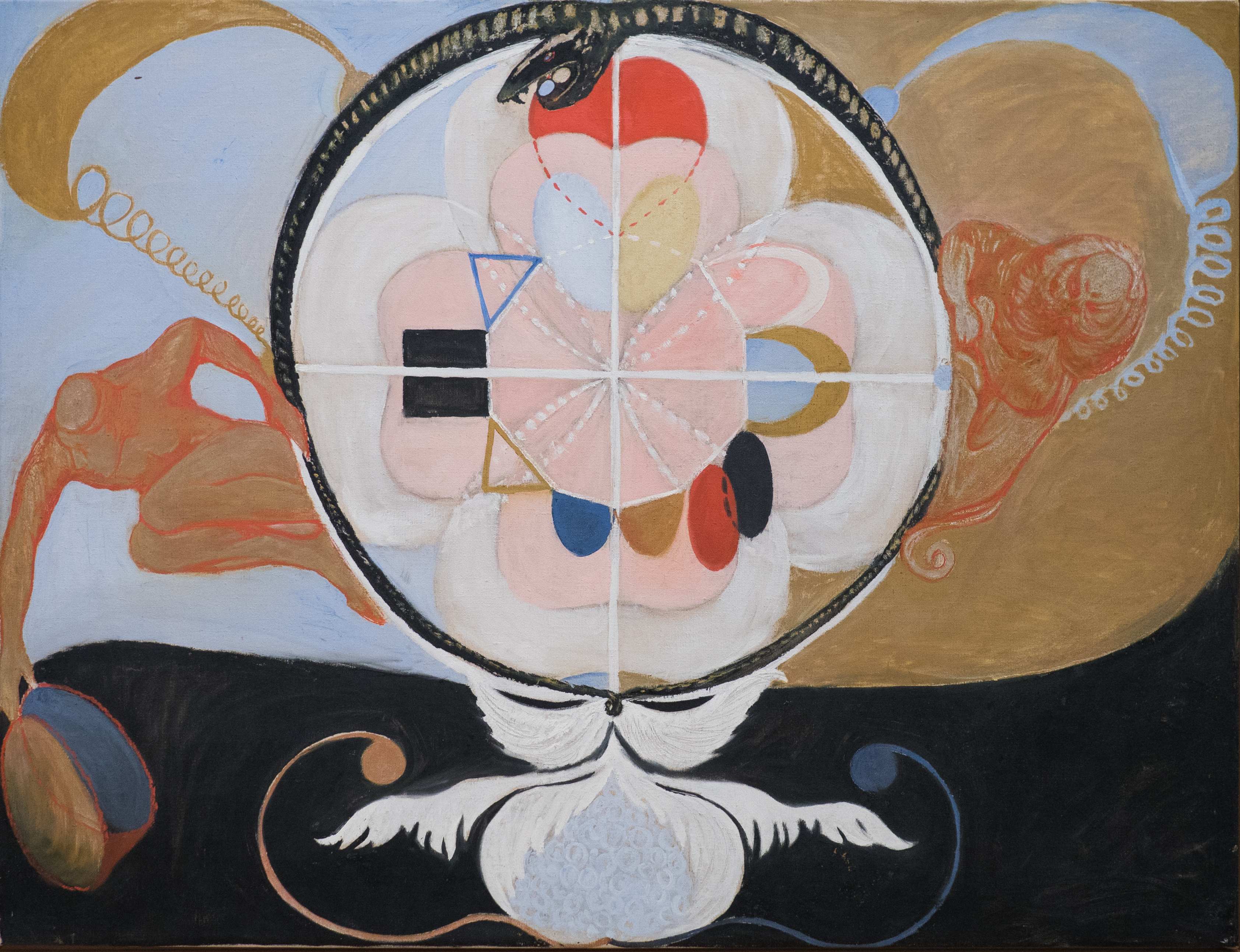
《진화, 13번, VI군》, 1908
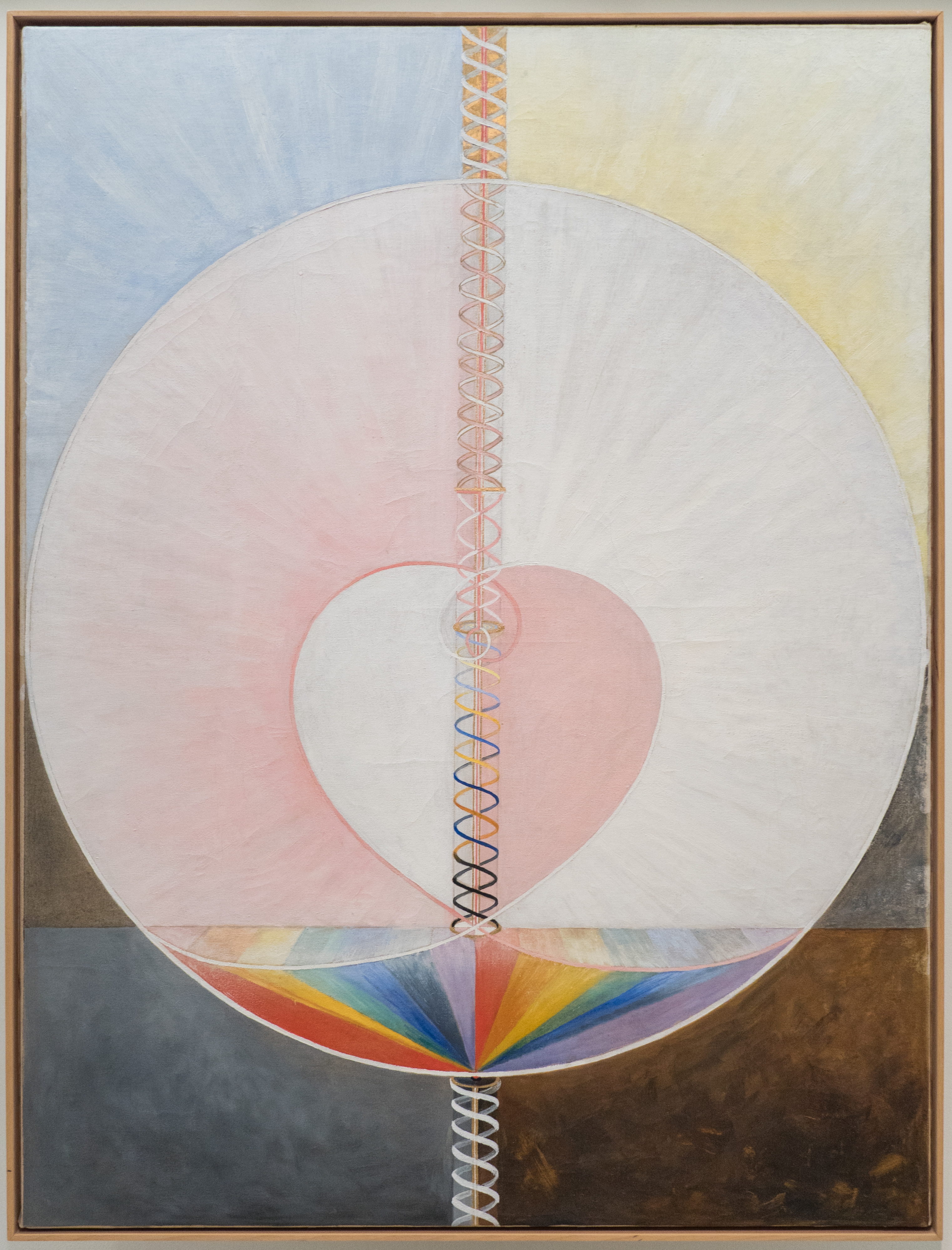
《IX군/UW, 25번, 비둘기, 1번》, 1915
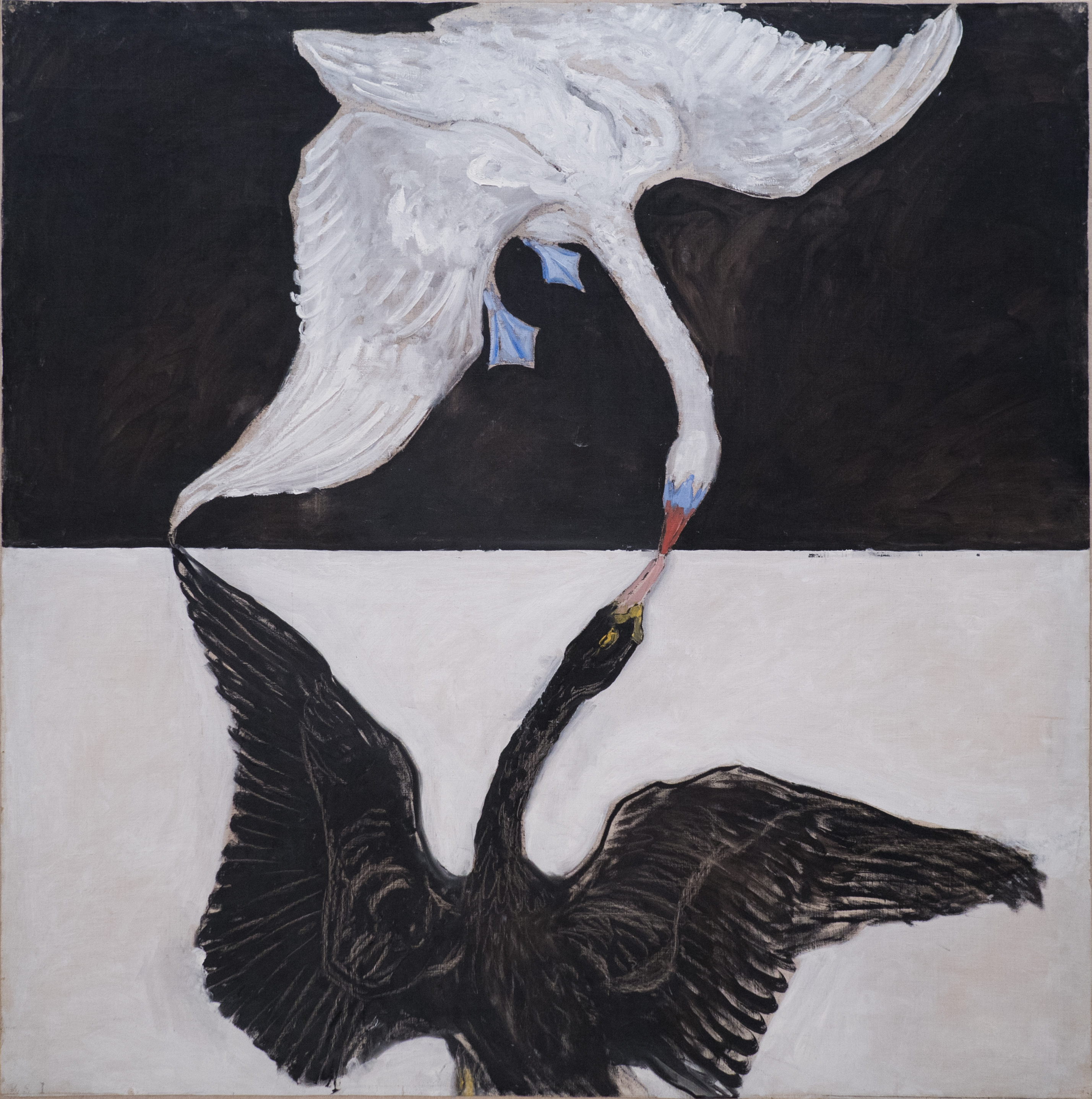
《IX군/SUW, 백조, 1번》, 1915
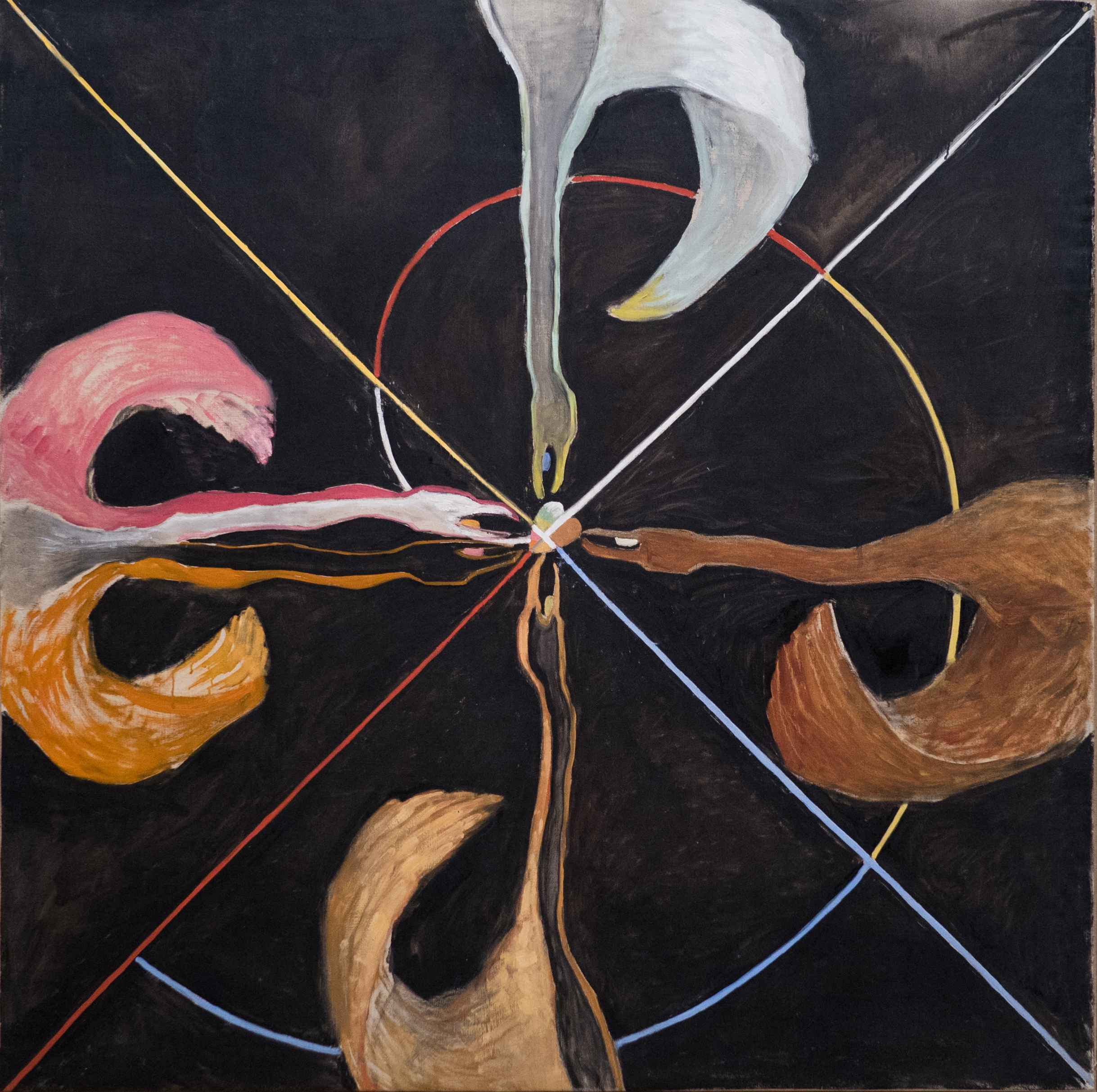
《IX군/SUW, 백조, 7번》, 1915
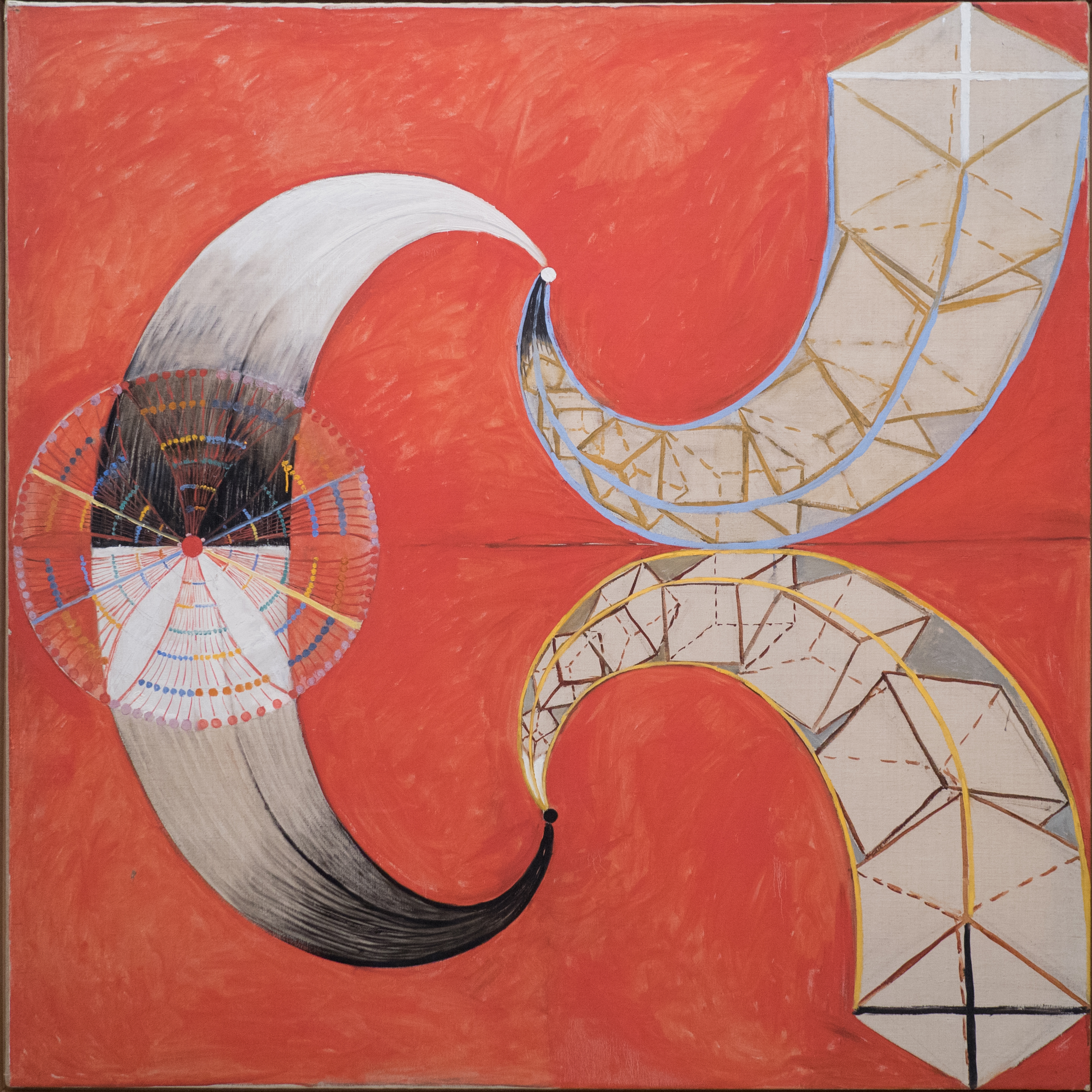
《IX군/SUW, 백조, 9번》, 1915
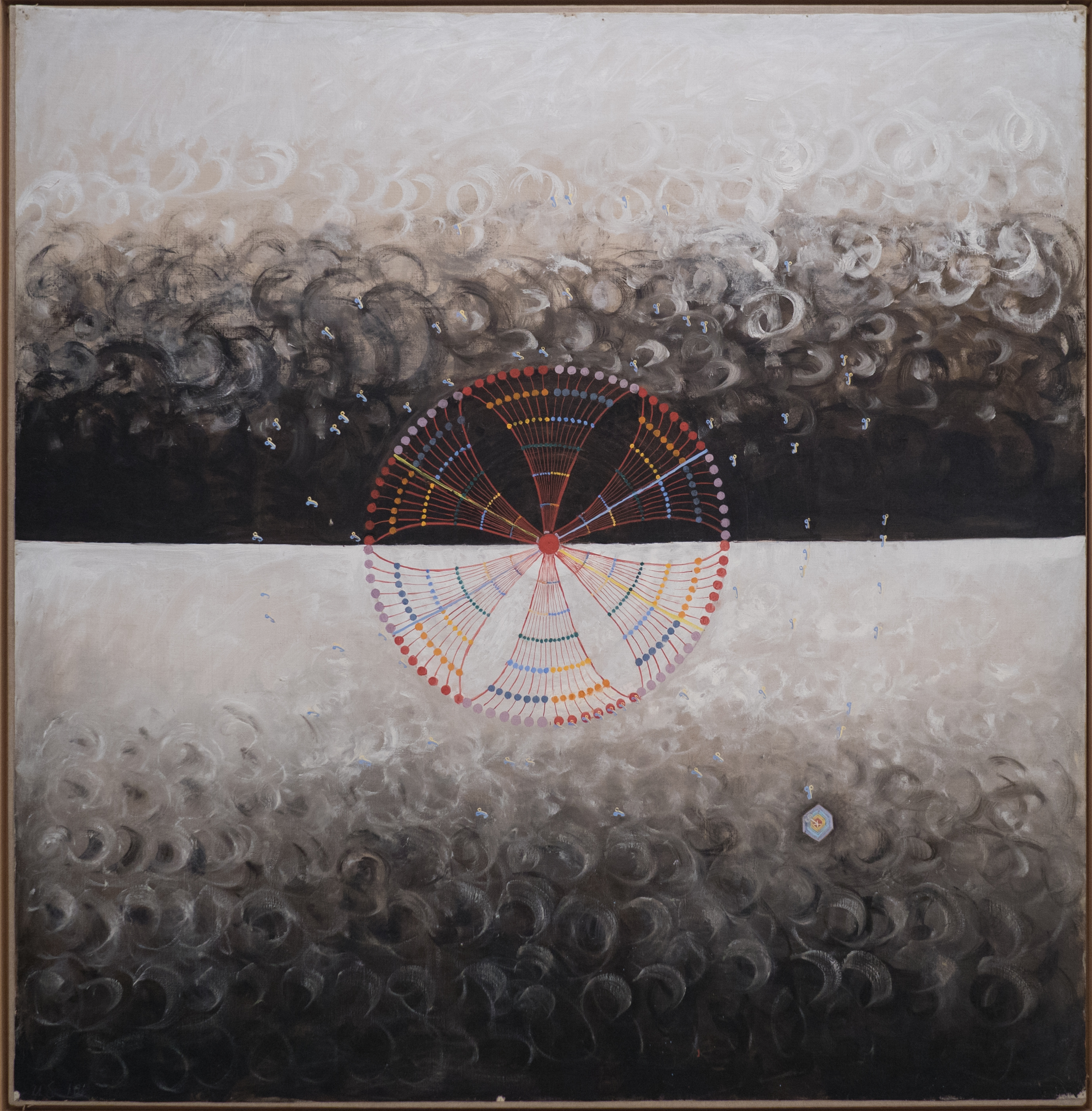
《백조, 10번, IX군/SUW》, 1915
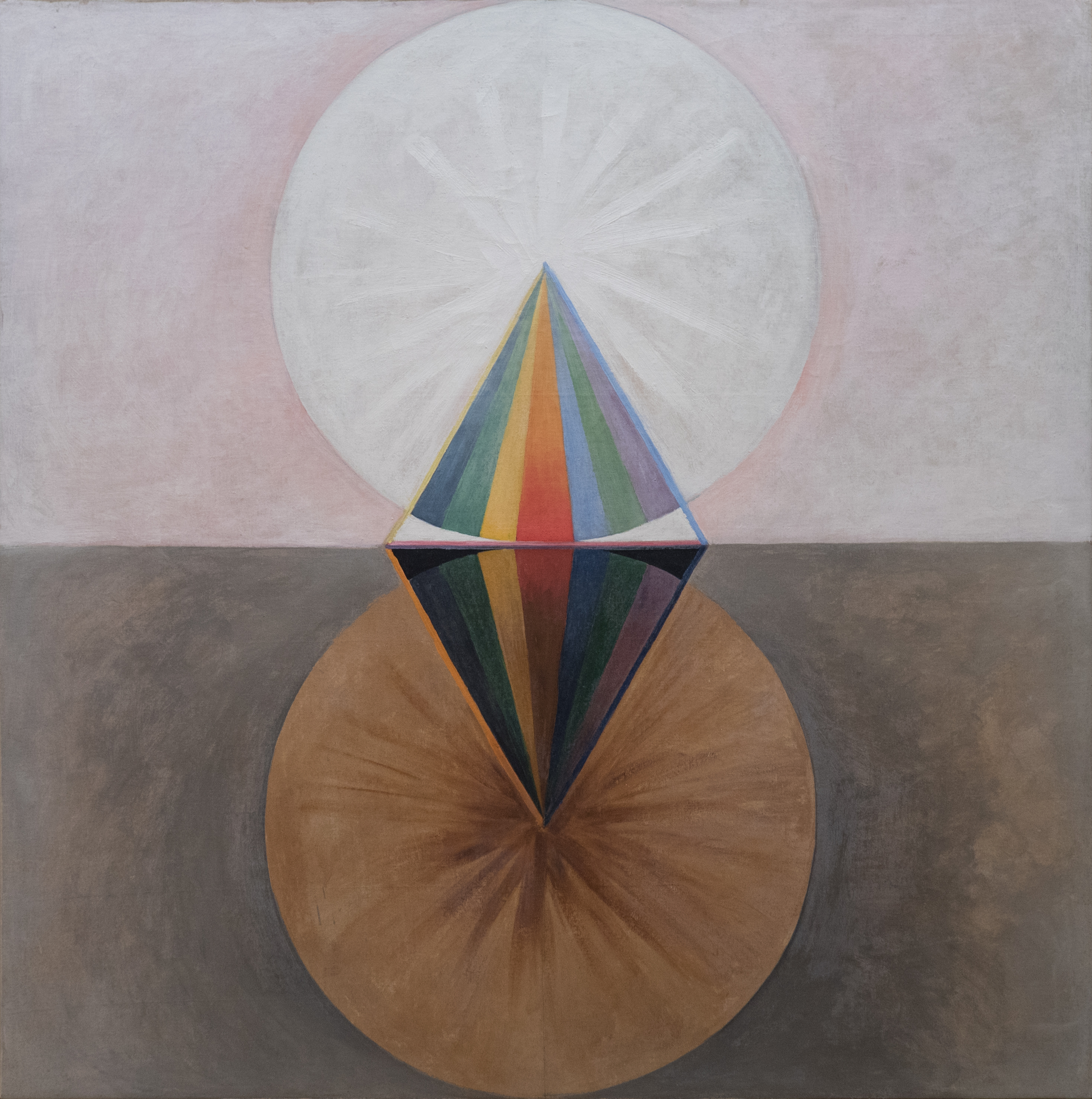
《백조, 12번, IX군/SUW》, 1915
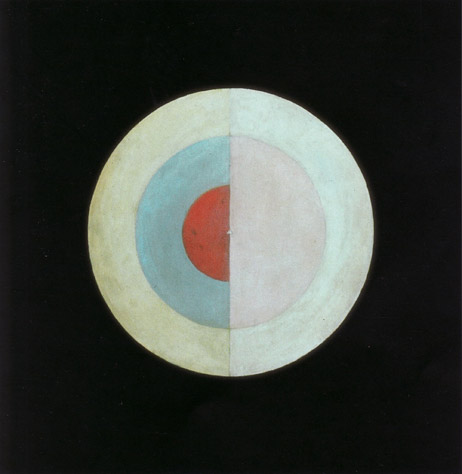
《백조, 16번, IX군/SUW》, 1915
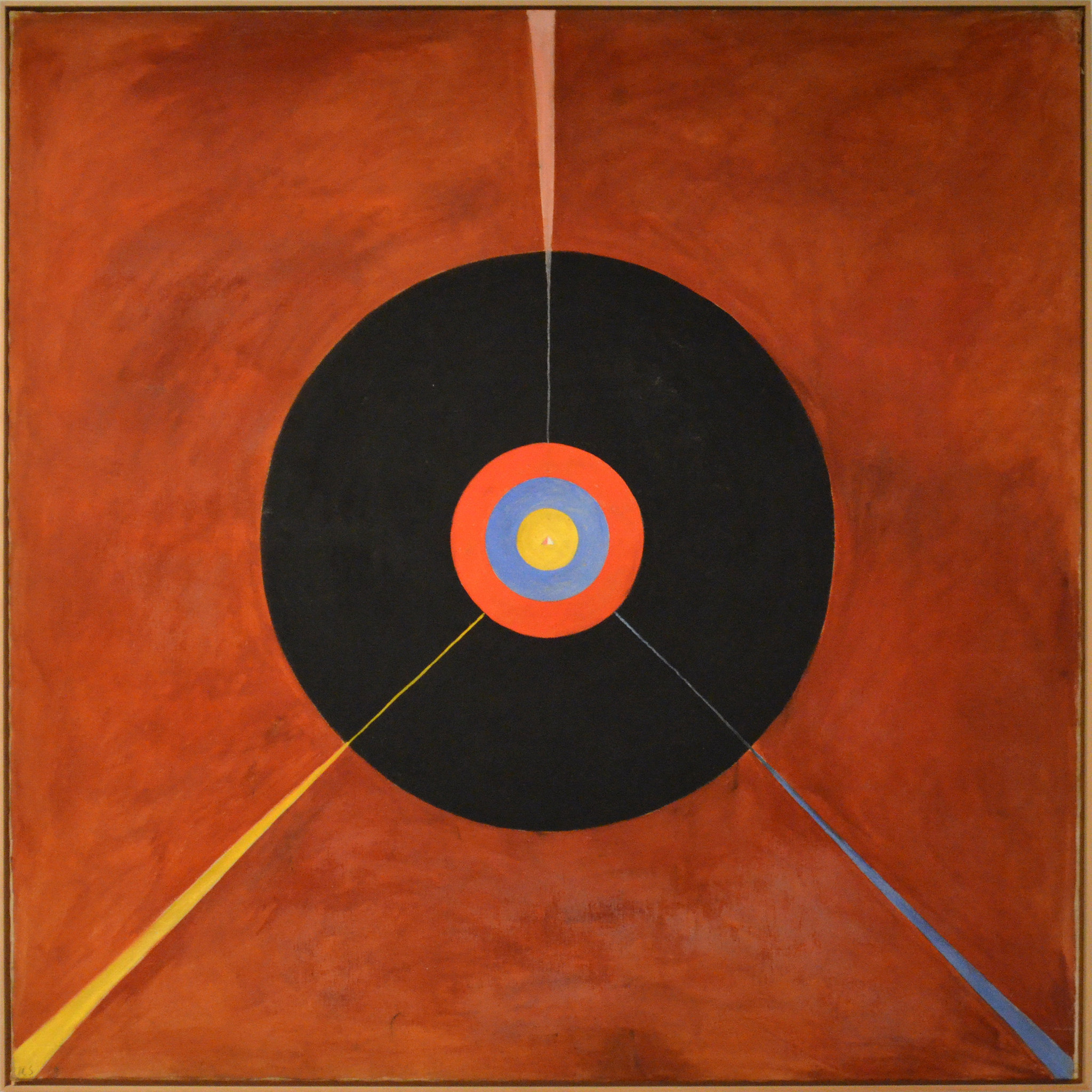
《백조, 18번, IX군/SUW》, 1915
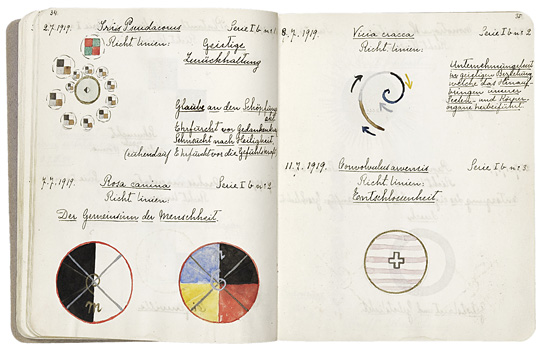
노트, 1919년 7월 2–11일
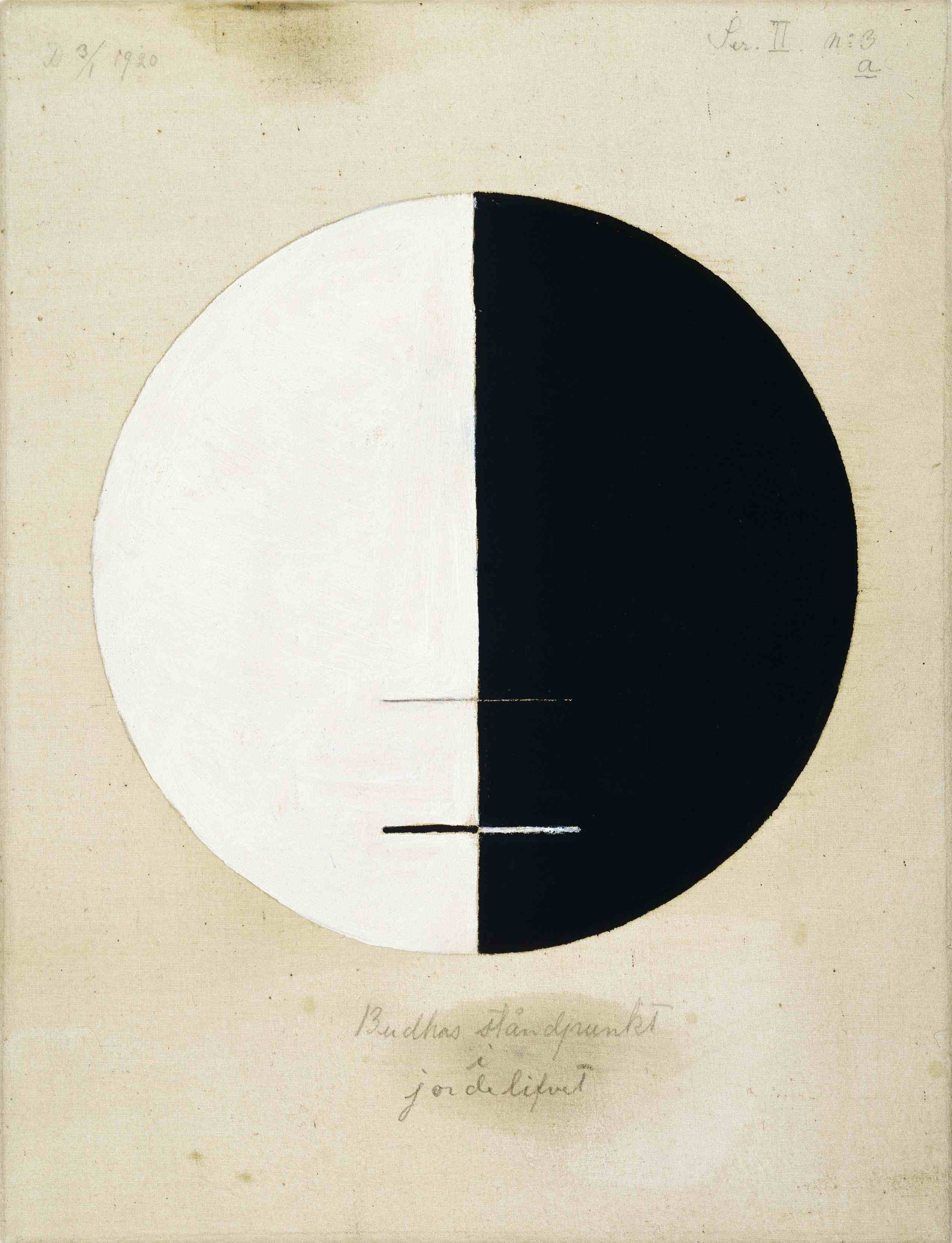
《지상 생활에서의 부처의 관점, 3a번, XI 연작》, 1920

## 출판물
- HILMA AF KLINT: Catalogue Raisonné, Bokförlaget Stolpe, Vol. I–VII, December 27, 2022, ISBN 919852366X
- The Spiritual in Art, Abstract Painting 1890–1985, publ. Los Angeles County Museum of Art, 1986. ISBN 0-89659-669-9, 0-87587130-5 LACMA : pbk
- Hilma af Klint, Raster Förlag, Stockholm. Swedish text, about 100 pictures. ISBN 91-87214-08-3 (스웨덴어)
- Vägen till templet, Rosengårdens Förlag. Swedish text, 30 sketches. Describes the teaching period to become a medium. ISBN 91-972883-0-6 (스웨덴어)
- Enheten bortom mångfalden, Rosengårdens Förlag. Swedish text, 32 pictures. Two parts, one philosophical and one art-scientific. ISBN 91-972883-4-9 (스웨덴어)
- I describe the way and meanwhile I am proceeding along it, Rosengårdens Förlag. A short introduction in English with 3 pictures. ISBN 91-972883-2-2
- 3 X Abstraction, Catherine de Zegher and Hendel Teicher (eds.), Yale University Press and The Drawing Center, New York, 2005 ISBN 978-0300108262, 0300108265
- Okkultismus und Abstraktion, die Malerin Hilma af Klint, Åke Fant, Albertina, Wien 1992, ISBN 3-900656-17-7. (독일어)
- Mod Lyset – Belyj, Goethe, Hilma af Klint, Jeichau, Kandinsky, Martinus, Rosenkrantz, Steiner Gl. Holtegaard & Nordjyllands Kunstmuseum. 2004. ISBN 87-884995-2-9 (덴마크어)
- Hilma af Klint, the Greatness of Things, John Hutchinson (ed.), Douglas Hyde Gallery, Dublin 2005. English text, 23 images. ISBN 0-907660-99-1.
- The Message. Art and Occultism. With an Essay by André Breton. Hrsg. v. Claudia Dichter, Hans Günter Golinski, Michael Krajewski, Susanne Zander. Kunstmuseum Bochum. Walther König: Köln 2007, ISBN 978-3-86560-342-5.
- Swedish Women Artists: Sigrid Hjertén, Hilma af Klint, Nathalie Djurberg, Signe Hammarsten-Jansson, Aleksandra Mir, Ulrika Pasch, Books LCC, 2010. ISBN 978-1155646084
- The Legacy of Hilma af Klint: Nine Contemporary Responses (English / German), Ann-Sofi Norin, Daniel Birnbaum, Verlag der Buchhandlung Walther König, 2013. ASIN B00FOT4GAM
- Hilma af Klint. The Art of Seeing the Invisible, by Kurt Belfrage, Louise Almqvist (eds.), 2015 ASIN B01K3I9A1S
- Hilma af Klint – A Pioneer of Abstraction, edited by Iris Müller-Westermann with Jo Widoff, with contributions by David Lomas, Pascal Rousseau and Helmut Zander, exhibition catalogue of Moderna Museet nr. 375, 2013. ISBN 978-91-8624-348-7
- Hilma af Klint – Painting the Unseen, edited by Daniel Birnbaum and Emma Enderby, with contributions by Julia Peyton-Jones, Hans Ulrich Obrist, Jennifer Higgie and Julia Voss. Serpentine Galleries / Koenig Books, 2016. ISBN 978-1-908617-34-7
- Hilma – en roman om gåtan Hilma af Klint [Hilma – a novel about the enigma Hilma af Klint], Anna Laestadius Larsson, ed. Piratförlaget, 24 May 2017 ISBN 978-91-642-0489-9 (스웨덴어)
- Hilma af Klint – Seeing is Believing, Kurt Almqvist and Louise Belfrage, Buchhandlung Walther König, 7 October 2017 ISBN 9783960981183
- Ni vues, Ni connues pp. 42–44, Collectif Georgette Sand, Publisher Hugo Doc collection Les Simone, 5 October 2017 ISBN 9782755635393 (프랑스어)
- Hilma af Klint: Notes and Methods, with an introduction and commentary by Iris Müller-Westerman, University of Chicago Press, 2018 ISBN 978-0-226-59193-3
- Hilma af Klint & Piet Mondrian: Forms of Life, ed. Nadia Abdel Nabi, Briony Fer and Laura Stamps, Tate Publishing, 2023 ISBN 978-1-84976-845-0

## 더 읽어보기
- Deines, Philipp; Voss, Julia (2022). 《The Five Lives of Hilma af Klint》. New York: David Zwirner Books. ISBN 978-1-64423-069-5. OCLC 1295110674.
- Kellaway, Kate (2016년 2월 21일). “Hilma af Klint: a painter possessed”. 《The Guardian》.
- Small, Zachary (2023년 8월 28일). “After the Sudden Heralding of Hilma af Klint, Questions and Court Fights”. 《The New York Times》. ISSN 0362-4331.